# Hans Muxfeldt
Hans Heinrich Muxfeldt (* 14. Juli 1927 in Burg auf Fehmarn; † 14. Dezember 1974 in Stuttgart) war ein deutscher Chemiker (Organische Chemie) und Professor.

## Leben
Muxfeldt wuchs als Sohn von Richard und Elisabeth Muxfeldt in Preetz auf, sein Vater war Lehrer (später Rektor der Realschule in Preetz). Zwischen Januar 1943 und Mai 1945 war Muxfeldt Soldat, danach bis zum September 1945 Kriegsgefangener. Er studierte Chemie an der Universität Göttingen mit dem Diplom 1952 und wurde dort 1953 bei Hans Brockmann zum Dr. rer. nat. promoviert (Thema der Dissertation: Totalsynthese des Hypericins). Bis 1955 war er im Umfeld seines Mentors Hans Brockmann nacheinander als Liebig-Stipendiat und Stipendiat der Deutschen Forschungsgemeinschaft (DFG) in Göttingen tätig. Zwischen 1955 und 1958 wirkte er als wissenschaftlicher Assistent an der Technischen Hochschule Braunschweig (TH Braunschweig; heute: Technische Universität Braunschweig). Danach war er 1958–1961 Privatdozent und 1959–1961 Oberingenieur an der TH Braunschweig. 1961 folgte Muxfeldt einem Ruf in die USA als „Associate Professor“ an die University of Wisconsin; bereits im September 1962 wurde er dort zum „Full Professor“ ernannt. 1966 wurde er Professor am Department of Chemistry der Cornell University in Ithaca, New York. Anfang der 1970er Jahre folgte er einem schon 1968 ergangenen Ruf an die Universität Stuttgart. Er starb überraschend an einer Gehirnblutung. Seine Arbeitsgruppe in Stuttgart wurde von seinem damaligen Post-Doktoranden Günter Helmchen weitergeführt.

## Forschung und Wirken
In der Forschung befasste sich Muxfeldt mit der Naturstoffchemie und der Entwicklung neuer synthetischer Methoden. Er war Berater mehrerer Unternehmen der chemisch-pharmazeutischen Industrie (u. a. Farbwerke Hoechst AG und Pfizer & Co.).
1968 gelang ihm nach jahrelanger Forschung die Totalsynthese von Oxytetracyclin (Handelsname Terramycin), ein 1949 von Forschern des Unternehmens Pfizer entdecktes Breitband-Antibiotikum, das zuvor nur aus Bakterien (Streptomyces) gewonnen werden konnte. Die komplexe chemische Struktur klärte Robert B. Woodward 1952, äußerte sich aber damals skeptisch, dass die Totalsynthese jemals gelingen könnte. Als dies Muxfeldt 1968 gelang, fand dies als großer wissenschaftlicher Durchbruch internationale Anerkennung. So hob der Nobelpreisträger Manfred Eigen diesen Erfolg 1971 als beispielhaft für die „geniale Leistung moderner präparativ-organischer Chemie“ hervor. Muxfeldt hatte mit seiner Arbeit daran schon Ende der 1950er Jahre in Braunschweig begonnen.

### Wichtige Publikationen (Auswahl)
- Hans Brockmann, Hans Muxfeldt: Die Konstitution des Despeptido-actinomycins, Actinomycine XVI. Mitteil.; Antibiotica aus Actinomyceten, XXXV. Mitteil., Chemische Berichte 89 (1956) 1379–1397, doi:10.1002/cber.19560890605.
- Hans Brockmann, Hans Muxfeldt: Die Synthese des Despeptido-actinomycins, Actinomycine XVII. Mitteil.; Antibiotica aus Actinomyceten, XXXVI. Mitteil., Chemische Berichte 89 (1956) 1397–1402, doi:10.1002/cber.19560890606.
- Hans Brockmann, Hans Muxfeldt, Gottfried Haese: Absorptionsinkremente von Methyl- und Methoxygruppen bei Methyl- und Methoxyacridonen, Chemische Berichte 89 (1956) 2174–2190, doi:10.1002/cber.19560890921.
- Hans Brockmann, Hans Muxfeldt, Gottfried Haese: Einfache Acridonchinone, Chemische Berichte 90 (1957) 44–49, doi:10.1002/cber.19570900107.
- Hans Brockmann, Friedhelm Kluge, Hans Muxfeldt: Totalsynthese des Hypericins, Chemische Berichte 90 (1957) 2302–2318, doi:10.1002/cber.19570901027.
- Hans Herloff Inhoffen, Jost Heimann-Trosien, Hans Muxfeldt, Hans Krämer: Über die Stereoisomeren 1,4-Diacetoxy-Butadiene-(1,3), Chemische Berichte 90 (1957) 187–193, doi:10.1002/cber.19570900206.
- H. Muxfeldt, W. Rogalski, K. Striegler: Aufbau des β-Tetracarbonyl-Systems der Tetracycline, Angewandte Chemie 72 (1960) 170–171, doi:10.1002/ange.19600720509.
- H. Muxfeldt: Synthesen in der Tetracyclin-Reihe, Angewandte Chemie, Band 74, 1962, S. 443–452, doi:10.1002/ange.19620741302.
- H. Muxfeldt, R. Bangert: Chemie der Tetracycline, Fortschritte Der Chemie Organischer Naturstoffe, Band 21, 1963, S. 80–120, doi:10.1007/978-3-7091-7149-3_3.
- H. Muxfeldt, Werner Rogalski: Tetracyclines. V: A Total Synthesis of (±)-6-Deoxy-6-demethyltetracycline, J. Am. Chem. Soc.  Band 87, 1965, S. 933–934, doi:10.1021/ja01082a056.
- H. Muxfeldt, Goetz Hardtmann, Faizulla Kathawala, Edwin Vedejs, Jared B. Mooberry: Tetracyclines. VII. Total synthesis of dl-terramycin, J. Am. Chem. Soc., Band 90, 1968, S. 6534–6536, doi:10.1021/ja00497a035.

## Ehrungen
- Preis der Naturwissenschaftlichen Fakultät der Universität Göttingen für seine exzellente Doktorarbeit (1954)
- Pfizer-Fellowship (1961)